# Yan Sen
Yan Sen (Jiangsu, 16 agosto 1975) è un tennistavolista cinese.